# Shap Summit
Shap Summit är en kulle i Storbritannien.   Den ligger i grevskapet Cumbria och riksdelen England, i den centrala delen av landet, 400 km nordväst om huvudstaden London. Toppen på Shap Summit är 447 meter över havet.
Terrängen runt Shap Summit är kuperad åt sydväst, men åt nordost är den platt. Runt Shap Summit är det ganska glesbefolkat, med 24 invånare per kvadratkilometer. Närmaste större samhälle är Kendal, 16,6 km söder om Shap Summit. Omgivningarna runt Shap Summit är en mosaik av jordbruksmark och naturlig växtlighet.